# Sinik
S.I.N.I.K., eredeti neve: Thomas Idir (Párizs, 1980. június 26. –) francia rapper. Anyja francia, apja kabil származású algériai.

## Neve
Egész egyszerűen a francia cinique szóból ered a professzionális neve, nem jelent mást mint cinikus.

## Élete
1996-ban megalapította a L'Amalgame nevű bandát három barátjával: Agoudjil Djamel-lel, Oudjehih Anis-sal, Julien Leclerc-el és Lalmi Tarek-kel. A csapat fejlődik és Ul'Team Atom lesz a neve a továbbiakban. 2000-ben, sok mixtape (hangfelvétel, zenerögzítés) után kihozza a Malsain-t, első igazi számaival. 2001-ben, összejön Karim-mal és Nabil-lal, és létrehozza a Six o Nine-t (609).
Diam's-al (szintén nagy név a francia repp-ben, női személy) való találkozása, 14 évesen, életének egy döntő pillanata volt. Sokat forgattak együtt és több mint szakmai érzelmeik vannak egymással szemben, hiszen szinte testvéreknek tekintik egymást. A Sinik-Diam's duó, Le même sang (Közös vér), az utóbbi állítás mellett érvel.
2005. január 25-én, kihozza a La Main sur le cœur-t (Kéz a szíven), az első albumát, mely két aranylemezt kapott és több mint 200 000 példány fogyott el belőle. A második albuma, Sang froid (Hidegvér), 2006. április 3-án jelent meg, szintén két aranylemezes és ebből már 400 000-et vettek meg. Hardcore rapperek közé sorolható, mert legtöbbször az utca a fő témája.

## Albumok
- 2000 – Malsain (4 szám)
- 2003 – Artiste Triste (5 szám)
- 2004 – En attendant l'album (13 szám + 2 instrumentális)
- 2005 – La Main sur le cœur (2005. január 25.)
- 2006 – Sang froid (2006. április 3. )
- 2007 – Le Toit Du Monde (2007. december 10.)

## Külső hivatkozások
Sinik hivatalos oldala  Archiválva 2006. augusztus 13-i dátummal a Wayback Machine-ben
A kép megtekinthető eredeti kontextusában: 